# Lee Min-woo
Lee Min-woo (* 28. Juli 1979) ist ein südkoreanischer Sänger und ein Mitglied der ältesten aktiven südkoreanischen Boygroup Shinhwa.
Als er Student an der JunJoo Fine Arts School war, wurde er von einem Talentscout von SM Entertainment entdeckt, als er mit seiner Tanzgruppe Dicky Ducky in einem Everland Tanzwettbewerb auftrat. Er wurde als viertes Mitglied für Shinhwa ausgewählt. Außerdem war er an allen 8 Alben Shinhwas beteiligt und ist auch jetzt noch ein Teil der Band.
2003 startete er unter dem Künstlernamen M seine Solokarriere. Dort veröffentlichte er drei Studioalben (Un-touch-able, 2winds & Explore M), eine Single (If you...) und ein Mini-Album (The Sentimental Reason).

## Solo-Karriere

### 2003–2004
Ende 2003, während einer Pause von Shinhwas Aktivitäten, startete M seine Solokarriere. Dabei promotete er sein Debütalbum Un-touch-able. Die erste Singleauskopplung daraus war "Just One Night", welche M von einer ganz anderen Seite zeigte. Der Song war ziemlich erfolgreich und man merkte, dass er viel Energie in seine Solokarriere steckte. Seine zweite Single BiYa war nicht ganz so erfolgreich.
2004 stoppte er die Promotion für sein Album und kehrte zu Shinhwa zurück, um das 7. Album der Band aufzunehmen.

### 2005
Nach dem Erfolg von Shinhwas Album kümmerte M sich wieder um seine Solokarriere und veröffentlichte im März 2005 die Single If you... aber nachdem Shinhwas Mitglied Shin Hye Sung sein Soloalbum veröffentlichte, stoppte M die Promotion für "If you", weil er nicht mit Hyesung konkurrieren wollte.
Im Herbst 2005 war M dann bereit für sein Comeback. Lee veröffentlichte sein zweites Album mit dem Namen II winds, welches in zwei Versionen erhältlich war. Minwoo kam mit durchtrainiertem Körper und sexy Image zurück. Das neue Image nutzte M für seine neue Single "Bump". Nach dem Erfolg von "Bump" entschied sich die Plattenfirma Good Entertainment dafür, noch eine weitere Edition des Albums zu veröffentlichen.

### 2006
Anfang 2006 hatte er sein erstes Solokonzert, welches im Sommer 2006 auch auf DVD erschienen ist (M's Girlfriend Live Concert 2006). Des Weiteren drehte er seinen ersten Film namens Wontak's Angel aka Holy Daddy(erschien auch auf DVD). Am Ende des Jahres brachte er zusammen mit der südkoreanischen Sängerin Sat ihre erste Single auf den Markt.

### 2007
2007 ging er erneut auf Tour(Liveworks Tour), diesmal auch mit Konzerten in Japan. Im März erschien seine M Liveworks 2006,2007 CD.
Am 7. Mai gründete Minwoo seine eigene Firma mit dem Namen M Rising.
Außerdem wurde er dafür ausgewählt, bei dem Konzert von Christina Aguilera (in Seoul am 24. Juni) als Supportact für sie aufzutreten.
Sein drittes Album Explore M wurde, zum Ärgernis von Minwoo, schon ein paar Tage vor der Veröffentlichung in das Internet zum Download gestellt. Ms Plattenfirma reichte dagegen gerichtliche Schritte ein. Zudem gab es beim Druck des Albums auch noch einige Schwierigkeiten, am 12. Juli erschien das Album dann auch offiziell und ein paar Tage später konnte man das MV zur Single Stomp bewundern. Ms Pechsträhne noch zog sich weiter fort. Die geplanten Konzerte in China mussten abgesagt werden, da der Veranstalter gar keine Genehmigung für die Konzerte hatte. Weiter wurde M nachgesagt, er habe einige Songs und Choreografieschritte abgekupfert. Ende September erschien dann das Musikvideo zu The 'M' Style. Lee Min Woo gründete seine eigene Mode-Marke Wolf M, welche Basecaps in verschiedene Designs verkauft, wobei die einzelnen Designs jeweils auf 1000 Stück limitiert sind. Am 28. September veröffentlichte M eine neue Live-DVD (Live concert 2006-2007: 'M' Live Works), und am 4. Oktober kam Explore M noch einmal als Repackage-Version heraus. Am 23. und 24. Dezember gab er noch ein Club Konzert.

### 2008
Am 6. Februar wurde Explore M noch ein drittes Mal veröffentlicht, dieses Mal nur in Japan als japanische Version. Danach gab Minwoo am 10. und 11. Februar zwei Konzerte im Tokyo International Forum in Japan, dies waren die letzten Konzerte zur Promotion von Explore M. Nur ein paar Tage später wurde am Valentinstag (14. Februar) sein erstes Mini-Album The Sentimental Reason veröffentlicht. Anlässlich der Veröffentlichung des Mini-Albums gab es zwei Valentinstagskonzerte (am 16. und 17. Februar).

## Diskografie

### Alben
- 2003: Un-Touch-Able (EMI Music Korea Ltd) (Erhältlich als "Mystyle" und "Freestyle" Editions mit verschiedenen Covern)
- 2005: 2nd Winds (EMI Music Korea Ltd) (erhältlich als normale Version und als "Lineage II Limited Design (CD+DVD)", "Girl Friend Edition (CD+VCD+Photobook)")
- 2007: Explore M (M Rising Entertainment, Mnet Media) (erhältlich als normale Version und Repackage Version(CD+VCD))

### EPs
- 2008: The Sentimental Reason (M Rising Entertainment, Mnet Media)

### Singles
- 2005: If You... (EMI Music Korea Ltd)

### Videoalben
- Ms Girlfriend Liveconcert 2006
- Live Concert 2006–2007: 'M' Live Works

### Sonstiges
- 2007: M Liveworks 2006, 2007 (EMI Music Korea Ltd)

## Musikvideos
- Just One Night
- Bi Ya
- If you...
- Last, First Kiss
- Bump
- Girlfriend
- Sometimes
- Stomp
- The ’M’ Style

### Auftritte in Musikvideos
- Cici Wang feat Minwoo – Cinderella’s Magic
- SAT & M – Eraser
- Minwoo in HyeRyung’s Albumtitel A ring

## Aktivitäten

### Filmografie
Lee Min Woo spielte in mehreren TV-Serien und einem Film mit.
- Banjun Drama
- Haeng Jin – Sitcom 2000.
- Nonstop – Sitcom 2001.
- Nonstop 5 – Sitcom 2005.
- WonTak’s Angel – Movie 2006.

### Konzerte
- M Showcase für das zweite Album im September 2005
- M erstes Livekonzert: Girl Friend (14 & 15. Januar 2006 – im Seoul KBS 88 Gymnasium)
- M Live Works Konzerte: in Seoul (2 & 3. Dezember 2006); in Osaka, Japan (28. März 2007); in Tokyo, Japan (1. April 2007)
- Explore M Konzert in Seoul (25. & 26. August 2007)
- Weihnachtskonzert (23. & 24. Dezember 2008)
- Explore M Konzert in Japan (10. & 11. Februar 2008 – im Tokyo International Forum)
- Valentinstagskonzert (16. & 17. Februar 2008)